# Fortún Garcés, kralj Pamplone
Fortún Garcés (baskijski: Fortun Gartzez, arapski: فرتون بن غرسية, Fortoûn ibn Garsiya, ? – 922.), zvan Jednooki (arapski: بالانقر, al-Anqar) ili Redovnik, bio je kralj Pamplone od 882. do 905. godine.

## Život
Bio je sin kralja Garcíje Íñigueza, odnosno unuk Íñiga Íñigueza Ariste, osnivača kraljevstva te brat ili polubrat princeze Oneke, grofice Aragonije.
Fortún je bio princ kada su ga 860. zarobili Mauri prilikom invazije koju je pokrenuo emir Muhamed I. od Córdobe. Sljedećih 20 godina je proveo u Córdobi kao zarobljenik. U tom periodu mu se kći Onneca Fortúnez udala za emirovog sina (i budućeg emira) Abdallaha ibn Muhameda. 880. je pušten iz zarobljeništva te se vratio u Pamplonu. 882. mu je otac kod Ayhara poginuo u borbi protiv Muhameda. Tada je preuzeo prijestolje.
O Fortúnovoj vladavini ima malo podataka. Izuzetak predstavlja tek vrijeme u kome je završila. 905. se stvorio savez između muslimanskog klana Banu Qasi pod Lubb ibn Mohammedom te kršćanskog kralja Alfonsa III. od Asturije i grofa Raymonda I. od Pallarsa. Njih trojica su potpomogli puč u kojem je Fortún svrgnut, a na prijestolje doveden Raymondov nećak Sančo Garcés, sin Garcíje Jiméneza, vladara područja koje se u zapisima naziva "drugi dio kraljevstva". Fortún je bio prisiljen povući se u samostan Leyre.

## Obitelj
Fortúnova je supruga bila Aurija, a najpoznatije dijete infanta Oneka Fortúnez.